# Beata Smyrak
Beata Aleksandra Smyrak – polska inżynier, doktor habilitowany technicznych.

## Życiorys
W 2000 r. ukończyła studia inżynierii materiałowej w Akademii Górniczo-Hutniczej im. Stanisława Staszica, w 2006 r. obroniła pracę doktorską pt. Analiza charakterystyk naprężeniowo-temperaturowych napowietrznych przewodów elektroenergetycznych ze stopów AlMgSi, której promotorem był prof. Tadeusz Knych, w 2014 r. habilitowała się na podstawie pracy zatytułowanej Procesy reologiczne przewodowych stopów AlMgSi w ujęciu fenomenologicznym.
Została zatrudniona w Akademii Górniczo-Hutniczej im. Stanisława Staszica w Krakowie, oraz należy do Rady Dyscypliny Naukowej - Inżynierii Materiałowej AGH.